# Metropolitan Correctional Center, New York
Metropolitan Correctional Center, New York (MCC New York) är ett federalt häkte och fängelse som ligger i området Civic Center på Manhattan i New York, New York i USA. Den tar emot både manliga och kvinnliga intagna inom den södra federala jurisdiktionen i delstaten New York. Anstalten drivs av den federala myndigheten Federal Bureau of Prisons. Den är byggd för att ta hand om 480 intagna men för den 4 juni 2020 var det 675 som var placerade där. Hur många anställda som anstalten har är ej känt men den beskrivs i amerikansk media som "kronisk underbemannad".
Fängelset uppfördes 1975, för att ersätta den stängda federala häktet Federal House of Detention på 427 West Street/West 11th Street, till en kostnad på 23 miljoner amerikanska dollar.
Personer som har suttit häktade eller placerade på MCC New York är bland andra Abu Hamza al-Masri, Viktor But, Jackie D'Amico, Jeffrey Epstein, John Gotti, Joaquín Guzmán, Frank Lucas, Bernie Madoff, Paul Manafort, Horst Overdick, Cesar Sayoc, Ross Ulbricht och Ramzi Yousef.